# Az ifjú James Bond
Az ifjú James Bond egy regénysorozat, amely Ian Fleming szuperügynökének, James Bondnak a tinédzseréveit meséli el, mikor az Eton College-ban tanult. A jelenleg öt kötetesre tervezett sorozatot Charlie Higson írta. Később a sorozat 4 új kötettel bővült Steve Cole jegyzésében.

## A sorozat kötetei
Charlie Higson szerint az Ian Flemming Publications eredetileg csak egy könyv megírására kérte fel, s a sorozat további részeit mindig más szerző írta volna, valahogy úgy, mint a '60-as évek végén Robert Markham szerzői álnéven kiadott sorozat. Később ezt a tervet elvetették, és Higson beleegyezett, hogy több kötetet is megír a sorozatból, bár egy nyilatkozatában arra utalt, hogy az öt könyv elkészülte után más szerzők folytathatják a munkáját.

### Megjelent kötetek
- Ezüstuszony; fordította Kovács István; Glória, Budapest, 2005:
  - 1933-ban, a 13 éves James Bond megérkezik Etonba, hogy megkezdje az első évét. Itt egy amerikai erőszakos emberrel, Lord Randolph Hellebore-rel találkozik. Mire eljön a húsvét, Bond kalandjai a skóciai Highlandon folytatódnak, ahol James belekavarodik egy helyi fiú eltűnésének az ügyébe. Red Kellyvel, a fiú unokatestvérével összefogva James végül megtalálja a kastélyt és a tavat, ahol a Hellebore-ok laknak, és ami helyszínt biztosít Lord Randolph genetikai kísérleteinek.
- Vérláz; fordította: Kovács István; Glória, Budapest, 2006:
  - 1933-ban James Bond visszatér Etonba, ahol egy titkos veszélyes klubba, a Veszély Társaságába lép be. Mikor eljön a nyári szünidő ideje, Bond gyalogtúrára megy az olasz Szardíniára, ahol sokkal idősebb unokatestvérével, Victor Delacroix-val van együtt. Ezalatt James belekerül egy titkos római közösségbe, amit Millenária néven ismernek, és célja a Római Birodalom visszaállítása. Azt gondolta, hogy ez a szervezet már megszűnt, s rá kellett jönnie, hogy létezik, s a baljóslatú Ugo Carnifex gróf irányítja.
- Double or Die
  - A harmadik Ifjú James Bond regény karácsonykor játszódik Angliában, ahol James egy eltűnt iskolai házmestert keres, és az ügy érdekében megfordul London legsötétebb zugaiban. A könyvben orosz kémek és korai számítógépek is felbukkannak. A könyv címét a rajongók választották egy online szavazáson, és a publikálás napjáig titokban tartották. 2007-ben jelent meg az Egyesült Királyságban.
- Hurricane Gold
  - Higson jelenleg a sorozat negyedik részét írja, aminek helyszínéül Mexikót és a Karibi-térséget választotta, s nem az Alpokat, ahogy azt előzőleg bejelentette. A könyv mostani várakozások szerint 2008 januárjában jelenik meg az Egyesült Királyságban.*;
- By Royal Command
  - A könyvben James-et arra kényszerítik, hogy hagyja el az Eton-t. A könyvben felbukkan a Királyi család és a brit titkos szolgálat, az MI6 is. Ebben a könyvben James beleszeret egy ír cselédlányba, Roan-ba. A könyv 2008. szeptember 3-án jelent meg az Egyesült Királyságban. Ez volt Charlie Higson utolsó James Bond könyve.
- Shoot to Kill
  - Miután Charlie Higson öt könyv megírása után befejezte a sorozatot, 2013-ban az Ian Fleming Publications bejelentette, hogy tovább folytatják egy új íróval Steve Cole személyében. A 2014-ben megjelent hatodik részben James Bond az Eton-ból való eltanácsolása után néhány napra a Dartington Hall iskolájába megy, ahol szerez magának barátokat és ellenségeket is egyaránt. Egyik nap kirándulást szerveznek Hollywood-ba. Itt James találkozik egy régi barátjával, aki mutat neki egy filmfelvételt. Ez alapján nyomozni kezd, és hamarosan rémisztő kínzások és gyilkosságok sorozatát fedezi fel, melyek hátterében egy őrült filmrendező áll.
- Heads You Die (2016)
  - A hetedik kötetben James Bond Kubában tölti vakációját, ám nem úgy alakul, ahogy tervezte. A nyaralás hamar rémálommá válik, mikor egy régi barátja a segítségét kéri, ugyanis valaki rengeteg dologra képes, hogy kiiktassa. James-nek meg kell akadályoznia egy lehetséges tömeggyilkosságot, nyomában bérgyilkosokkal és korrupt rendőrökkel.
- Strike Lightning
  - A nyolcadik könyv 1934 végén játszódik. James Bond beiratkozik a skóciai Fettes kollégiumba. Az egyik diák váratlanul meghal, feltehetően egy villámcsapás végzett vele. Mindenki balesetnek hiszi, kivéve James-t, aki szerint gyilkosság történt. Nyomozni kezd egész Európán keresztül, míg összetűzésbe nem kerül megalomániás nácikkal. A könyv a hetedikhez hasonlóan 2016-ban jelent meg.
- Red Nemesis
  - A kilencedik fejezetben James egy csomagot kap egy különös üzenettel. Ezek alapján felfedez egy összeesküvést, mely egész Angliát vérben áztathatja. James-nek nemcsak hazáját kell megmentenie, hanem családja nevét is tisztára kell mosnia. A könyv 2017-ben jelent meg. Ez volt Steve Cole utolsó James Bond könyve.

## Története és viták
Az első kötet megjelenése előtt egy fiatal James Bond ötlete nem aratott sikert a sokkal hagyományosabb felnőtt James Bond rajongói körében. Sok oldalról támadták, s voltak olyan rajongók, akik az egy kötetet megélt, 1960-as sorozattal, a 003½, a Junior James Bond kalandjaival hasonlítottak össze. Az 1990-es évek elején volt egy mérsékelt sikert hozó Junior James Bond című televíziós műsor.